# ديفيد سايم
ديفيد سايم (بالإنجليزية: David Syme)‏ (23 يونيو 1997 في المملكة المتحدة - ) هو لاعب كرة قدم بريطاني في مركز قلب الدفاع. لعب مع نادي كيلمارنوك.

## وصلات خارجية
- ديفيد سايم على موقع قاعدة بيانات كرة القدم.إي يو (الإنجليزية)
- ديفيد سايم على موقع Soccerbase.com (لاعب) (الإنجليزية)
- ديفيد سايم على موقع Soccerway.com (الإنجليزية)